# Waterpistool

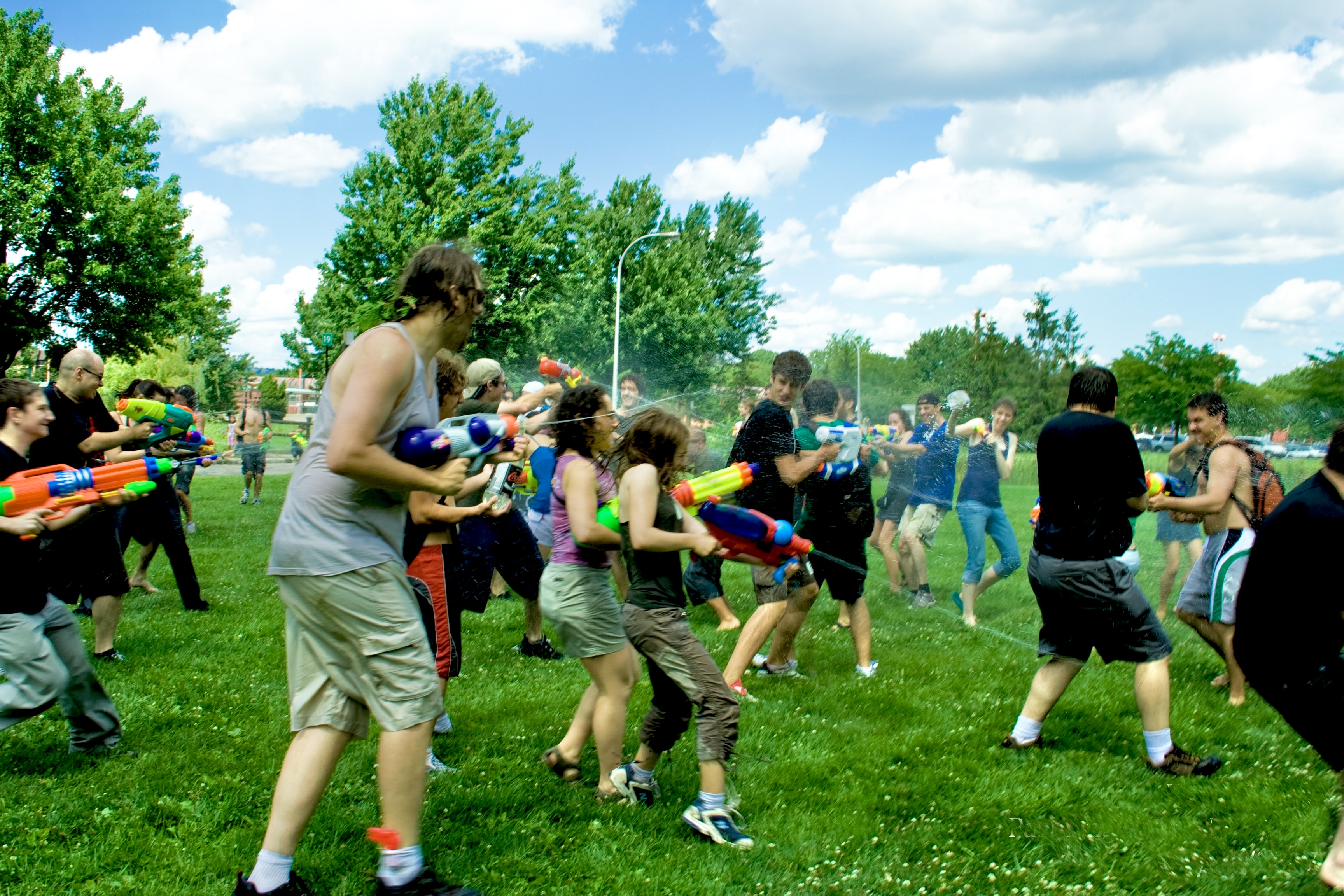
Een gevecht met waterpistolen.

Een waterpistool is een stuk speelgoed dat geliefd is bij de jeugd.
Het heeft meestal de vorm van een pistool en is vervaardigd uit kunststof. Het bevat een voorraadtankje met water en een pompje. Kinderen kunnen elkaar ermee natspuiten. Voorbijgangers kunnen ook natgespoten worden en bij warm weer wordt dat ook wel gewaardeerd.
Tot begin jaren negentig van de 20e eeuw had een waterpistool een eenvoudig pompje, waarmee men niet ver kon schieten. Vanaf 1990 kwamen er versies op de markt met een pompfunctie, waarmee een hoge waterdruk opgebouwd kon worden. Hiermee werd het mogelijk meters ver te schieten. Deze waterpistolen worden ook wel supersoakers genoemd, een verwijzing naar een van de bekendste merken waterpistolen Super Soaker. 